# FC Naftan Novopolotsk
FC Naftan Novopolotsk é uma equipe bielorrussa de futebol com sede em Novopolotsk. Disputa a segunda divisão da Bielorrússia (Pershaya liga ).
Seus jogos são mandados no Atlant Stadium, que possui capacidade para 5.300 espectadores.

## História
O FC Naftan Novopolotsk foi fundado em 1963.